# Carles Mulet García
Carles Mulet García (Castellón de la Plana, 19 de abril de 1975) es un político español, que fue senador por designación de las Cortes Valencianas entre el 23 de julio de 2015 y el 17 de agosto de 2023 por Compromís. 

## Biografía
Carles Mulet es licenciado en Filosofía por la Universidad de Valencia en 1998 y en Humanidades por la Universidad Abierta de Cataluña en 2010.
Formó parte de los máximos órganos de EUPV desde 1996 hasta 2008 y formó parte durante años del Consejo Político Federal de Izquierda Unida. Es miembro de Iniciativa del Poble Valencià desde su fundación, donde actúa como portavoz en las comarcas de Castellón, así como de la Ejecutiva Nacional de Compromís, donde ostenta el cargo de coportavoz; también participa como activista en movimientos sociales, culturales y reivindicativos en las estas comarcas.
Fue también edil de Units pel Poble-Compromís en Cabanes desde 2003 hasta 2019.
En el pleno del Senado del 13 de abril de 2016 se convirtió en el primer senador en hablar en lengua leonesa en un pleno del Senado de España.